# Paul Finet
Pour les articles homonymes, voir Finet.
Paul Finet, né en 1897 à Montignies-sur-Sambre et mort le 18 mai 1965 à Luxembourg est un homme politique et syndicaliste belge.

## Biographie
À partir de 1947, Paul Finet est secrétaire général de la Fédération générale du travail de Belgique (FGTB). Il a coordonné la fusion des quatre syndicats - Confédération belge des syndicats, Fédération belge des syndicats unis, Mouvement syndical unifié et Centrale générale des services publics - qui ont donné naissance à la FGTB. Le 7 décembre 1949, il est élu président de la Confédération internationale des syndicats libres lors de sa fondation à Londres.

### Fonctions européennes
En 1952, il fait partie du premier collège formant la Haute Autorité de la Communauté européenne du charbon et de l'acier. En janvier 1958, il succède à René Mayer à la présidence de la Haute Autorité, jusqu'en septembre 1959. Il reste ensuite membre de la Haute Autorité jusqu'à sa mort en 1965.

## Hommages
Son nom est aujourd'hui donné à une rue du village de Goutroux, à Charleroi.